# Stamatia Mavridès
Stamatia Mavridès (Candie, 10 mai 1924 - Paray-le-Monial, 18 décembre 2019) est une physicienne théoricienne du XXe siècle.

## Biographie
Stamatia Mavridès naît en 1924. En 1953, elle soutient sa thèse de doctorat. Pendant cinq ans, à partir de 1953, elle contribue, seule ou avec Marie-Antoinette Tonnelat (1912-1980), à la théorie du champ unifié d'Einstein-Schrôdinger. Par la suite, elle contribue aux solutions exactes à symétrie sphérique. Elle participe aussi à la recherche sur les théories linéaires des champs. Dans les années 1970, ses intérêts de recherches se tournent vers l'astrophysique et la cosmologie. Elle meurt en 2019 à l'âge de 95 ans.

## Publications
- L'Univers relativiste  (préf. George C. McVittie), Paris, Masson, 1973, 1re éd., XIX-383 p., 16 × 24 cm (ISBN 2-225-36080-7 (édité erroné), EAN 9782225360800, OCLC 465790240, BNF 35398161, Bibcode 1973unre.book.....M, S2CID 117803572, SUDOC 002236877).
- La Relativité (collection Que Sais-je), Paris, PUF.